# Gesandtskab
Gesandtskab eller Legation er en stats officielle repræsentation i en anden stat med henblik på varetagelse af hjemlandets politiske og økonomiske interesser. Gesandtskaber og legationer ledes af en chef af lavere rang af ambassadør. Betegnelserne er siden 1950'erne erstattet af ambassade, der tidligere kun blev anvendt om stormagternes repræsentationer.